# Эите, Жонатан
Жоната́н Эите́ (фр. Floyd Ayité; род. 21 июля 1985, Бордо, Франция) — тоголезский футболист, нападающий клуба «Кешля». Выступал за сборную Того.

## Карьера

### Клубная
Жонатан Эите начинал карьеру в любительском клубе «Стад Борделе» из своего родного города. В 2006 году перешёл в «Бордо», но за основную команду клуба не выступал. По окончании сезона 2006/07 футболист продолжил карьеру в «Бресте».
Дебют в новой команде получился для Эите удачным. На матч Лиги 2 с «Анже» нападающий вышел в стартовом составе и до своей замены во втором тайме на Ришара Сокрие успел забить гол, оказавшийся в итоге победным.
В своём третьем матче за клуб нападающий вновь сумел отличиться, поразив ворота «Бастии».
Однако в дальнейшем результативность форварда снизилась и по итогам сезона на его счету было 6 голов в 26 сыгранных матчах.
С января 2009 по 2011 год Жонатан Эите выступал за «Ним Олимпик». Впервые сыграл за команду 9 января 2009 года в матче Лиги 2 против «Ванна».
В следующем для матче чемпионата дубль Эите принёс его команде победу над «Седаном» со счётом 2:1. Выступая за «Ним Олимпик» футболист, отметился высокой результативностью в кубковых матчах: в сезоне 2009/2010 он забил 5 голов в 5 сыгранных матчах, а годом позже — 4 в 6. Всего нападающий сыграл в различных турнирах за команду 81 матч и забил 28 голов.
Зимой 2011 года Жонатан Эите вернулся в «Брест». В первом же матче в Лиге 1 форвард поразил ворота Дамьяна Грегорини из «Нанси».
Всего в высшем футбольном дивизионе Франции Эите выступал 3 сезона. По итогам сезона 2012/13 «Брест» покинул Лигу 1 и тоголезский форвард, оставшись в команде, продолжил карьеру в Лиге 2.

### В сборной
С 2007 года Эите выступает за сборную Того. В составе сборной участвовал в квалификационном турнире к чемпионату мира 2010. В рамках этого отборочного этапа полузащитник сыграл 3 матча.
Также Жонатан Эите участвовал в отборочном турнире к кубку африканских наций 2012 (2 матча). В 2013 году нападающий попал в заявку сборной на кубок африканских наций, сыграл на турнире 3 матча и забил гол в ворота ивуарийцев.

## Статистика
| Клуб                   | Сезон                  | Национальный чемпионат | Национальный чемпионат | Национальный чемпионат | Национальные кубки | Национальные кубки | Еврокубки | Еврокубки | Всего | Всего |
| Клуб                   | Сезон                  | Лига                   | Игры                   | Голы                   | Игры               | Голы               | Игры      | Голы      | Игры  | Голы  |
| ---------------------- | ---------------------- | ---------------------- | ---------------------- | ---------------------- | ------------------ | ------------------ | --------- | --------- | ----- | ----- |
| Брест                  | 2007/08                | Лига 2                 | 26                     | 6                      | 3                  | 1                  | 0         | 0         | 29    | 7     |
| Брест                  | 2008/09                | Лига 2                 | 9                      | 0                      | 2                  | 0                  | 0         | 0         | 11    | 0     |
| Брест                  | 2010/11                | Лига 1                 | 14                     | 4                      | 0                  | 0                  | 0         | 0         | 14    | 4     |
| Брест                  | 2011/12                | Лига 1                 | 6                      | 0                      | 0                  | 0                  | 0         | 0         | 6     | 0     |
| Брест                  | 2012/13                | Лига 1                 | 22                     | 2                      | 2                  | 1                  | 0         | 0         | 24    | 3     |
| Брест                  | 2013/14                | Лига 2                 | 5                      | 2                      | 1                  | 1                  | 0         | 0         | 6     | 3     |
| Всего за «Брест»       | Всего за «Брест»       | Всего за «Брест»       | 82                     | 14                     | 8                  | 3                  | 0         | 0         | 90    | 17    |
| Ним Олимпик            | 2008/09                | Лига 2                 | 18                     | 4                      | 0                  | 0                  | 0         | 0         | 18    | 4     |
| Ним Олимпик            | 2009/10                | Лига 2                 | 34                     | 11                     | 5                  | 5                  | 0         | 0         | 39    | 16    |
| Ним Олимпик            | 2010/11                | Лига 2                 | 18                     | 4                      | 6                  | 4                  | 0         | 0         | 24    | 8     |
| Всего за «Ним Олимпик» | Всего за «Ним Олимпик» | Всего за «Ним Олимпик» | 70                     | 19                     | 11                 | 9                  | 0         | 0         | 81    | 28    |
| Всего за карьеру       | Всего за карьеру       | Всего за карьеру       | 152                    | 33                     | 19                 | 12                 | 0         | 0         | 171   | 45    |